# 포코맘어
포코맘어(Poqomam)는 포코맘족이 사용하는 마야어족 언어로, 포콤치어와 가까운 관계이다. 과테말라에 흩어져 있는 여러 작은 공동체에서 약 5만 명이 사용하며 그 중 가장 큰 집단은 할라파주에 있다.

## 분포
포코맘어는 에스쿠인틀라주, 할라파주, 과테말라주의 다음 군에서 쓰인다.
- 과테말라주
  - 치나우틀라(Chinautla)
  - 미슈코(Mixco)
- 할라파주
  - 산루이스힐로테페케(San Luis Jilotepeque)
  - 산페드로피눌라(San Pedro Pinula)
  - 산카를로스알사타테(San Carlos Alzatate)
- 에스쿠인틀라주
  - 팔린(Palín)